# Roberto Reyes Toledo
Roberto Reyes Toledo (Bucaramanga; 25 de enero de 1949-Bogotá; 7 de noviembre de 2020) fue un guionista, actor, director de cine y teatro colombiano. 

## Biografía
Es reconocido por ser uno de los primeros directores de producciones nacionales. Su familia fue muy amiga del compositor José A. Morales. Su cercanía con la música fue asistiendo a los radioteatros de Emisoras Nuevo Mundo.
Falleció en Bogotá el 7 de noviembre de 2020 a raíz de complicaciones cardíacas. Tenía 71 años.

## Filmografía
- Vendaval (1974)
- Aroma del secreto (1975)
- Tres abogados del diablo (1977)
- Don Chinche (1985)
- El cuento del domingo (1987)
- El confesor (1988)
- La historia de Tita (1989)
- Sonata (1991)
- Padres e hijos (1993-2009)
- Guajira (1998)
- La madre (2000)
- Al ritmo de tu corazón (2004)
- Todos quieren con Marilyn (2005)
- Merlina mujer divina (2006)
- La ruta de la coca (2012)
- El Comandante (2017)